# Gustav Volkmar
Gustav Hermann Joseph Philipp Volkmar, född den 11 januari 1809 i Hersfeld, Hessen, död den 9 januari 1893, var en tysk protestantisk teolog, bror till Wilhelm Volkmar.
Volkmar var en tid läroverkslärare, men blev 1852 på grund av sitt partitagande (1850) för den hessiska författningen avsatt. 1853 blev han docent, 1858 e.o. och 1863 ordinarie professor i teologi i Zürich. Han ägnade sitt vetenskapliga intresse huvudsakligen åt Nya Testamentets exegetik.